# Maximilien II Emmanuel
Pour les articles homonymes, voir Maximilien II.
Maximilien-Emmanuel de Bavière (en allemand : Maximilian Emanuel Ludwig Maria Joseph Kajetan Anton Nikolaus Franz Ignaz Felix), né le 11 juillet 1662 à Munich où il est mort le 26 février 1726, est prince-électeur de Bavière de 1679 à 1726 et chevalier de l'ordre de la Toison d'or.

## Une jeunesse sous influences
Fils de l'électeur Ferdinand-Marie et d'Henriette-Adélaïde de Savoie, il est le petit-fils de l'empereur Ferdinand II et arrière-petit-fils du roi Henri IV de France.
Il perd sa mère à l'âge de 14 ans. À la mort de son père trois années plus tard (1679), il devient prince-électeur de Bavière. Il n'a alors que 17 ans et ses puissants cousins français et autrichiens, Louis XIV et Léopold Ier, rivalisent pour étendre leur influence sur cet adolescent qui est le premier électeur du Saint-Empire.
Dès l'année suivante, Louis XIV marie son héritier le Dauphin à la sœur de Maximilien, Marie-Anne de Bavière. En réponse, l'Empereur donne en mariage le 9 octobre 1685 à Maximilien sa fille aînée Marie-Antoinette d'Autriche (ou Maria Antonia), qui lui apporte en dot ses droits à la succession espagnole. C'est à cette occasion qu'est donnée la grande cantate de Marc-Antoine Charpentier pour solistes, chœur, orchestre, trompettes, timbales, et basse continue Epithalamio in lode dell'Altezza Serenissima Elletorale di Massimiliano Emanuel Duca di Baviera concento a cinque voci con stromenti, H 473. Ils auront trois fils dont deux meurent en bas âge. Seul survit le dernier, Joseph-Ferdinand, né en 1692. Marie-Antoinette meurt des suites de ses couches à l'âge de 23 ans.

## Des alliés dangereux
En 1692, le roi d'Espagne Charles II nomme Maximilien gouverneur des Pays-Bas espagnols (de 1692 à 1706). Son principal conseiller était le vice-gouverneur et comte Jean de Brouchoven. Peu après le petit Joseph-Ferdinand de Bavière est reconnu héritier du trône d'Espagne et des possessions espagnoles, que convoitent également les deux beaux-frères et cousins germains du roi d'Espagne de nouveau le roi de France Louis XIV et l'empereur du Saint-Empire Léopold Ier. De tous ces prétendants, le jeune infant est d'après Louis de Rouvroy de Saint-Simon[réf. non conforme] « le plus fort en droit, le plus faible en puissance » ; il meurt subitement l'année suivante, à l'âge de 7 ans, dans des rumeurs d'empoisonnement.
Entre-temps (1695), Maximilien s'est remarié à Thérèse-Cunégonde Sobieska, la fille du roi de Pologne Jean III Sobieski, son ancien compagnon d'armes ; elle lui donne une nombreuse progéniture, dont Charles VII qui lui succédera.

## Un capitaine entre France et Empire
Valeureux capitaine, il s'illustre à 20 ans devant Vienne contre les Turcs, au cours de la bataille du Kahlenberg (1683) remportée par Charles V de Lorraine. Il récupère la ville de Belgrade des Turcs lors du siège de Belgrade (1688), avec l'aide du chef de guerre serbe Jovan Monasterlija.
Devenu gouverneur des Pays-Bas Espagnols en 1692 notamment par l'entremise de son envoyé Jean-Baptiste de Lancier, c'est sous son gouvernement, pendant la guerre de la Ligue d'Augsbourg, qu'a lieu le siège et le bombardement de Bruxelles par le maréchal de Villeroy (1695). L'électeur prend une part non négligeable aux travaux de reconstruction de la ville, ainsi qu'à l'édification du théâtre de la Monnaie par Gio Paolo Bombarda.
Durant la guerre de Succession d'Espagne, il choisit le parti du royaume de France et se rallie à Philippe V d'Espagne, peut-être à cause de la rumeur qui accuse la cour de Vienne dans l'empoisonnement de son fils. Il remporte la première bataille de Höchstädt contre les impériaux du comte de Stirum, avant d'être vaincu par le duc de Marlborough à Ulm et par le prince Eugène à Höchstädt. En compensation à la perte de ses États d’Allemagne, Maximilien-Emmanuel de Bavière reçut la souveraineté de Namur, qui devint ainsi la capitale d’un petit État souverain de 1711 à 1714. Le prince règne avec faste sur son domaine, qui contient aussi le Luxembourg et quelques places hennuyères. Le conflit, long et sanglant, ne prend fin qu'en 1714. Maximilien-Emmanuel retrouve ses États et son titre de prince-électeur, mais ses espoirs de devenir roi se sont évanouis, ce qui le contrarie d'autant plus que d'autres électeurs ont accédé entre temps à la couronne, à savoir le duc de Saxe, élu roi de Pologne (1697), le margrave de Brandebourg, devenu roi « en » Prusse (1701), et même le duc de Hanovre en 1714 par union personnelle avec le Royaume-Uni.
En 1713, il passe quelques mois à Suresnes (France), donnant plusieurs fêtes dans un château. La claveciniste Élisabeth Jacquet de La Guerre écrit le ballet La Musette ou les Bergers de Suresnes, qui fut joué devant l'Électeur. Pour sa part, Florent Carton dit Dancourt rédige la pièce Les vendanges de Suresnes. C'est sans doute à cette époque qu'il commande au peintre Pierre Gobert les portraits des plus jolies femmes de la cour de France, afin d'orner son château de Nymphenburg.
Les années suivantes sont plutôt calmes : il les emploie à poursuivre l'édification du « nouveau château de Schleissheim » et lance la construction du château de Fürstenried. Collectionneur avisé, il acquiert pour la somme de 90 000 florins brabançons une collection de 101 tableaux, dont douze toiles de Pierre Paul Rubens, qui constitue aujourd'hui une partie du fonds de l’Alte Pinakothek de Munich. Pour son orchestre, il fait venir les instruments de musique des fournisseurs de la cour de France, notamment Pierre Naust à Paris.
En signe de réconciliation avec les Habsbourg et, peut-être dans l'espoir d'obtenir la succession à l'empire (les Habsbourg n'ayant pas de descendance mâle), il marie son fils Charles VII en 1722 avec la fille de l'empereur, Marie-Amélie.
Maximilien-Emmanuel meurt en 1726 d'une attaque d'apoplexie et est inhumé dans l'église des Théatins à Munich. Son cœur est enchâssé dans un reliquaire d'argent et déposé dans la Gnadenkapelle d’Altötting. La matrice de son sceau a été retrouvée à Tournai et remise aux Archives de l'État belge en avril 2015. Les Archives générales du Royaume possèdent près d'un kilomètre d'archives du Conseil d'État de Maximilien-Emmanuel de Bavière.

## Unions et postérité

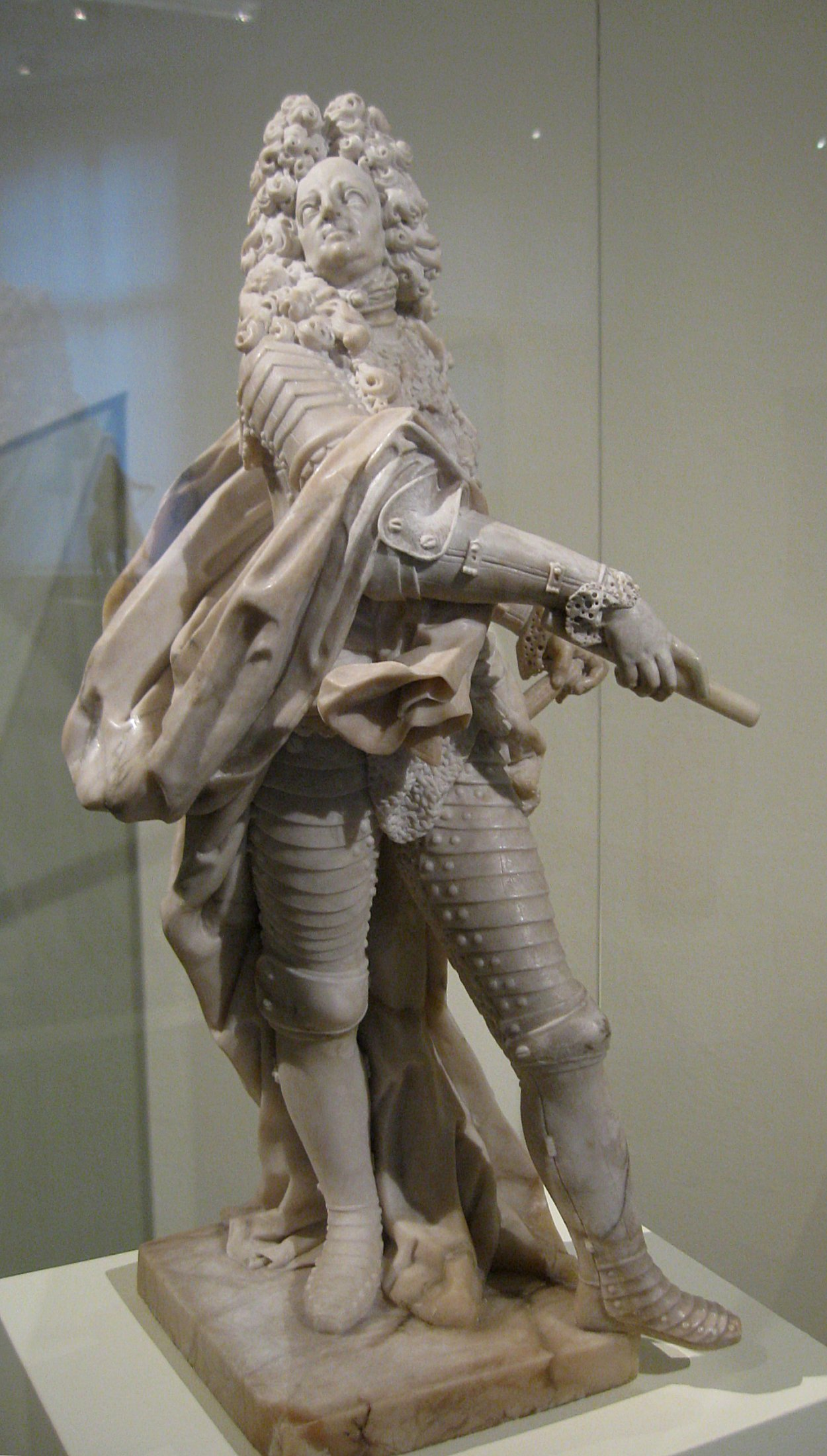
Sculpture réalisée par, vers 1720, Bayerisches Nationalmuseum.

Maximilien épousa le 15 juillet 1685 Marie-Antoinette d'Autriche (1669–1692), fille de l'empereur Léopold Ier du Saint-Empire et de Marguerite d'Espagne d'où :
- Léopold-Ferdinand (1689–1689)
- Antoine (1690–1690)
- Joseph Ferdinand, héritier d'Espagne et des Pays-Bas espagnols en 1698, (1692–1699) mort juste avant celle du roi Charles II d'Espagne.

Veuf en 1692, Maximilien II se fiança à sa cousine Léopoldine-Éléonore de Palatinat-Neubourg (1679–1693), fille de l’électeur Philippe-Guillaume de Neubourg et d'Élisabeth-Amélie de Hesse-Darmstadt, sœur de l'impératrice et de la reine d'Espagne, mais la jeune fille meurt dès l'année suivante avant la célébration des noces.
Maximilien II épouse alors en 1695 Thérèse-Cunégonde Sobieska, princesse de Pologne (1676–1730), fille du roi Jean III de Pologne et de Marie Casimire Louise de la Grange d'Arquien d'où :
- Un fils (1695)
- Thérèse (1696–1750), entre chez les clarisses de Munich.
- Charles Albert (1697–1745), électeur de Bavière et empereur en 1742, épouse en 1722 Marie-Amélie d'Autriche (1701–1756).
- Philippe (1698-1719), évêque de Paderborn
- Ferdinand-Marie-Innocent de Bavière (1699–1738), « Generalfeldmarschall », épouse en 1719 Marie-Anne-Caroline de Palatinat-Neubourg (1693–1751), d'où 2 fils et une fille.
- Clément Auguste (1700–1761), évêque de Ratisbonne puis archevêque-électeur de Cologne en 1723, grand maître de l'Ordre Teutonique en 1732.
- Guillaume (1701–1704)
- Aloÿs (1702–1704)
- Jean-Théodore (1703–1763), évêque de Ratisbonne (1719) et Freising (1727) puis en 1744 prince-évêque de Liège.
- Maximilien-Emmanuel (1704–1709)

Il a également un fils illégitime de sa maîtresse française Agnès Françoise Le Louchier:
- Emmanuel-Francois-Joseph, chevalier de Bavière et marquis de Villacerf (1695–1747). Celui-ci devenu officier, est le premier chef de corps du « Royal Bavière », constitué en 1706 avec des recrues allemandes (sous la Révolution celui-ci est rebaptisé 94e régiment d'infanterie de ligne). Marié à Maria Josepha Karolina von Hohenfels, il a deux filles. Mais on lui prêtera également une liaison avec une princesse du sang, Mademoiselle de Charolais, fille de Louis III de Bourbon-Condé et petite-fille de Louis XIV et de sa favorite la marquise de Montespan.

Il a également une fille illégitime d'une autre maîtresse.
- Maria Josepha von Sionsperg (1723 - vers 1729)